# یواس‌اس لانگ (دی‌دی-۲۰۹)
یواس‌اس لانگ (دی‌دی-۲۰۹) (به انگلیسی: USS Long (DD-209)) یک کشتی بود که طول آن ۹۵٫۸۳ متر (۳۱۴٫۴ فوت) بود. این کشتی در سال ۱۹۱۹ ساخته شد.